# Hrvatske željeznice
Hrvatske Željeznice (HŽ, letteralmente ferrovie croate) è la compagnia ferroviaria nazionale della Croazia, fondata dopo la dissoluzione della Jugoslavia e delle JŽ. In conformità alla direttiva UE 91/440 che richiedeva agli stati membri dell'UE di separare la gestione dell'esercizio ferroviario e dell'infrastruttura dalla fornitura di servizi di trasporto ferroviario, tre società operative sono diventate completamente indipendenti: HŽ Cargo d.o.o. (responsabile del trasporto merci) HŽ Putnički prijevoz d.o.o. (responsabile del trasporto passeggeri) HŽ Infrastruktura d.o.o. (responsabile dell'infrastruttura ferroviaria).

## Rete ferroviaria

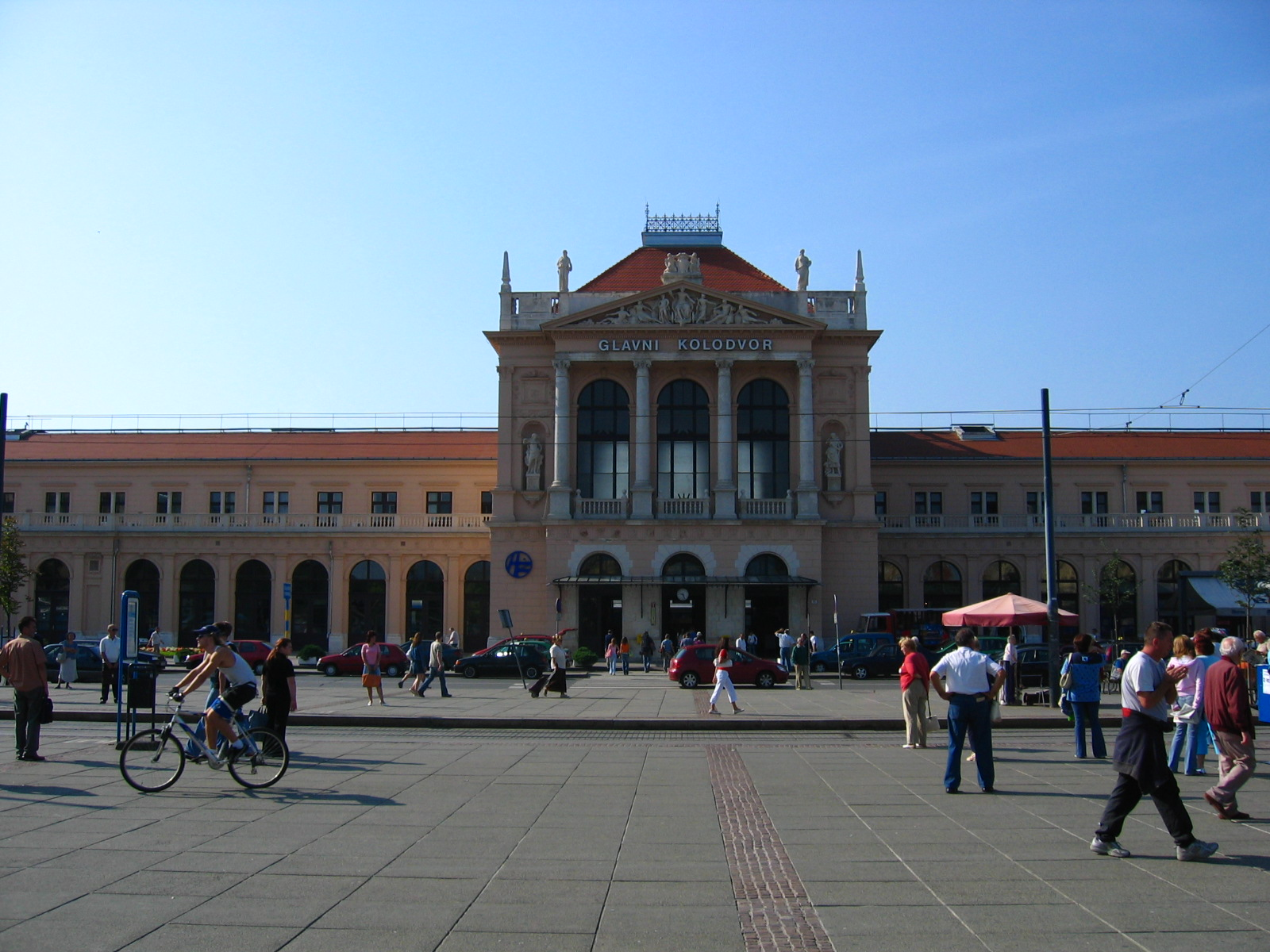
La stazione di Zagabria Centrale

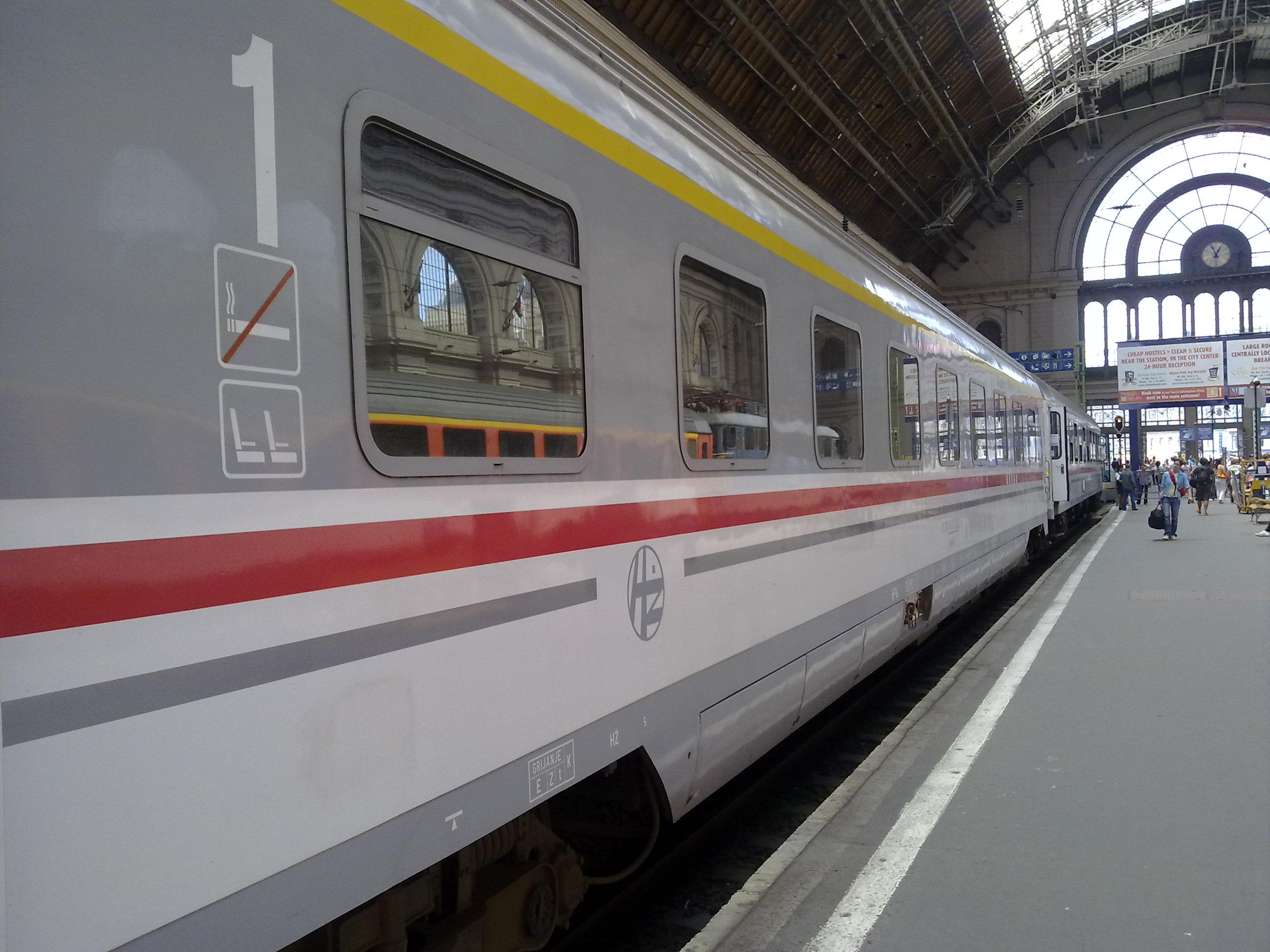
Carrozza di prima classe della HŽ a Budapest Keleti

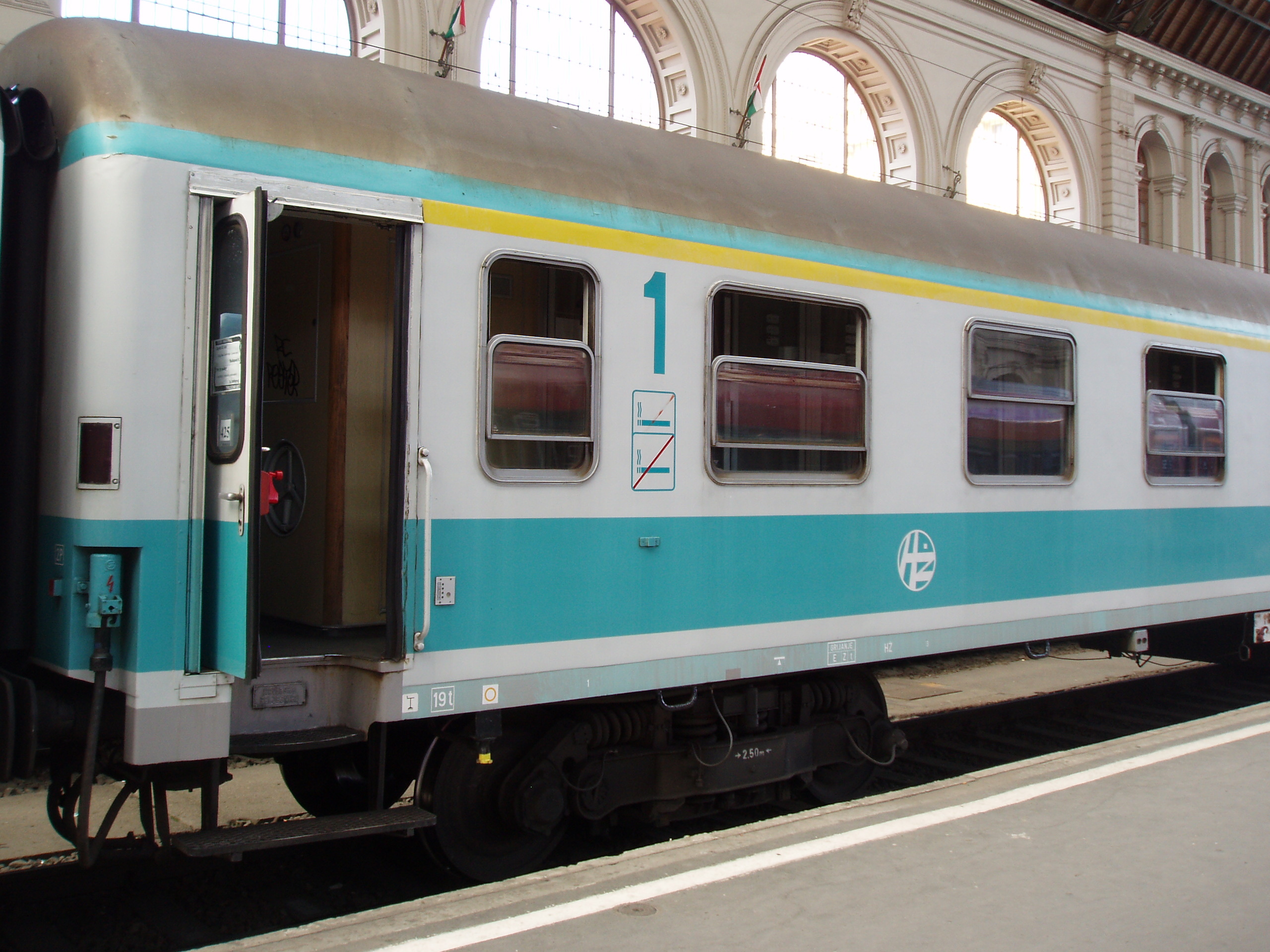
Carrozza di prima classe della HŽ a Budapest Keleti

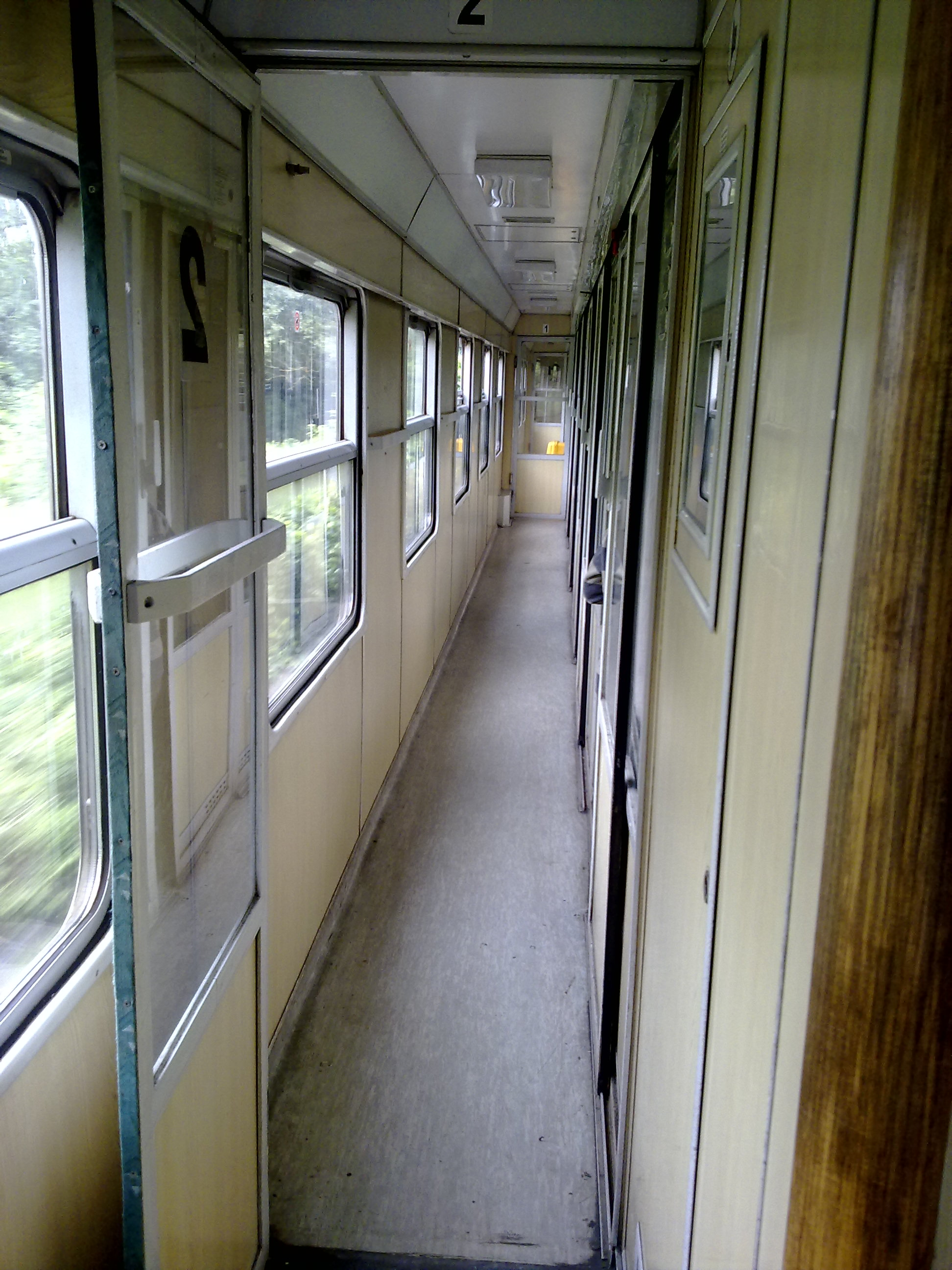
Corridoio di una carrozza in configurazione mista di prima e seconda classe delle Hrvatske Željeznice (Ferrovie Croate)

Il sistema ferroviario croato è costituito da 2.974 km di ferrovie (di cui 248 km a doppio binario). 1.228 km sono elettrificati, il 41,3% (a fine 2004).
Ci sono diverse linee principali nel paese:
- Proveniente da Lubiana, Slovenia - da Dobova via Zagabria, Slavonski Brod, Vinkovci a Tovarnik - verso Belgrado, Serbia
- da Zagabria a Osijek via Koprivnica
- da Zagabria a Fiume
- da Zagabria a Spalato
- da Zagabria a Sisak - la più breve ma molto importante
- da Zagabria a Varaždin

Esistono anche altre linee verso Slovenia, Ungheria, Bosnia ed Erzegovina e Serbia.
La rete è stata notevolmente migliorata tra il 2000 e il 2010, come per esempio sulla linea Zagabria - Novska - Vinkovci.
Ci sono sezioni in cui il limite massimo di velocità è stato portato da 80 km/h a 160 km/h.
La modernizzazione delle ferrovie è prevista da un piano nazionale di investimenti ferroviari (con un fondo totale superiore a 18 miliardi di kune - 2,5 miliardi di euro - fino al 2012).

## Principali linee

### Linea Dobova-Tovarnik (Corridoio internazionale X)
La linea ferroviaria tra Dobova e Tovarnik, operante lungo la Croazia da est a ovest via Zagabria, è la più importante linea ferroviaria del paese, e parte del Corridoio Pan-Europeo X. È anche la più avanzata e trafficata, essendo completamente elettrificata e consistendo soprattutto di doppio binario. In senso longitudinale attraversa le regioni settentrionali croate di Slavonia, Posavina e la Grande Regione di Zagabria, connettendo le città economicamente più sviluppate della Croazia le une con le altre. Il percorso è il seguente:
- Dobova (confine croato con la Slovenia)
- Zagabria
- Sesvete (diramazione per Sisak - elettrificata)
- Dugo Selo (diramazione per Botovo - elettrificata) (Pianificata come futuro corridoio 5b)
- Ivanić Grad, Kutina
- Villaggio di Banova Jaruga (di nuovo diramazione per Virovitica - non elettrificata)
- Novska (diramazione all'indietro per Sisak - elettrificata)
- Nova Gradiška
- Villaggi combinati di Nova Kapela-Batrina (diramazione per Požega, e via Pleternica per Našice - non elettrificata)
- Slavonski Brod
- Villaggi combinati di Strizivojna-Vrpolje (due diramazioni: verso Osijek - attualmente non elettrificata, e verso Slavonski Šamac - elettrificata, confine croato con la Bosnia Erzegovina)
- Vinkovci (quattro diramazioni: verso Osijek, Vukovar, Županja e Brčko in Bosnia Erzegovina; prima della guerra di indipendenza croata, questa era una delle più grandi stazioni di congiunzione dell'Europa orientale, sia per i passeggeri che per le merci)
- Tovarnik (confine croato con la Serbia)

A Vinkovci il tracciato si dirama verso Županja e Vukovar, rami entrambi non elettrificati. La connessione in direzione di Osijek fu gravemente danneggiata durante la guerra di indipendenza croata. Le riparazioni iniziarono nel 2003 e nel dicembre 2008 la linea è stata riaperta.

### Linea Ogulin-Tenin
La linea Ogulin-Tenin, anche conosciuta come "Lička pruga", o linea della Lika è parte della connessione ferroviaria tra Zagabria e Spalato. Dal 2007, questa linea è stata fortemente migliorata con la rimozione di molte curve e pendenze brusche in modo da consentire ai treni Pendolino di viaggiare quasi a piena velocità sulla maggior parte del tracciato, riducendo il tempo di viaggio da Spalato a Zagabria di circa un terzo a 5-6 ore. Questo tracciato non è considerato come la distanza più breve tra Zagabria e Spalato. La linea passante per Martin Brod che segna il confine con la Bosnia non è stata riaperta al traffico passeggeri dopo il recente conflitto.
I problemi da affrontare erano legati al fatto che la linea venne costruita molti anni fa e conteneva molte curve (spesso su terreno difficile), il servizio era lento e le velocità fortemente ridotte. La modernizzazione ha riguardato la ricostruzione di intere sezioni del tracciato e la rettifica di molte curve, riposizionando e rinnovando il binario e abilitandolo per velocità maggiori. L'elettrificazione della linea non è programmata per il prossimo futuro.

### Corridoio internazionale V

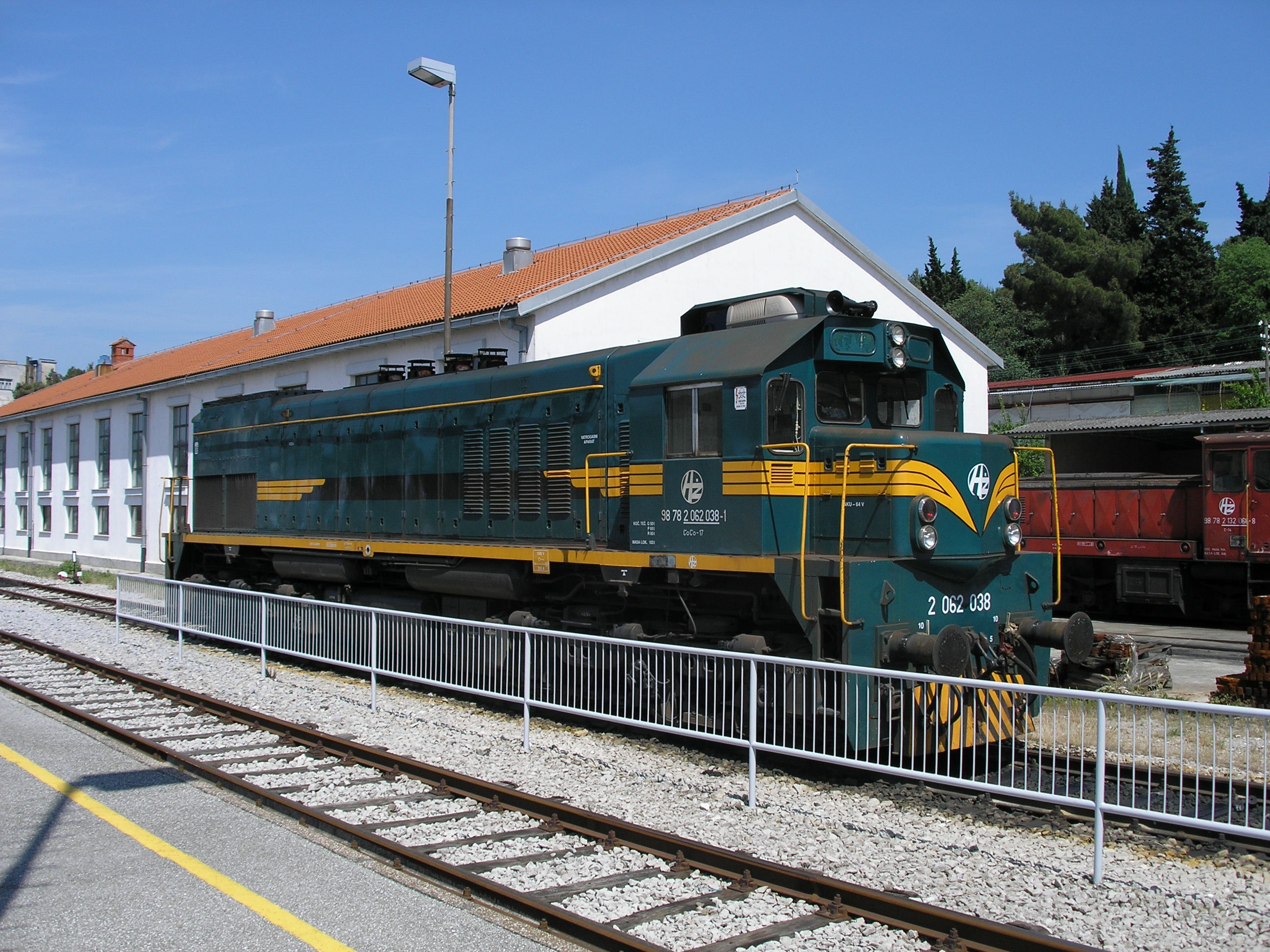
Locomotiva diesel HZ

Il Corridoio internazionale V ha due diramazioni in Croazia, la "b" e la "c".
Il corridoio Vb entra in Croazia a Botovo, e si dirige verso Zagabria. La sezione tra Zagabria e Fiume dovrebbe diventare parte di questo corridoio, non appena l'estensione verso Fiume verrà costruita.
Il corridoio Vc è una linea ferroviaria Pan-Europea che percorre da nord a sud l'interno della Croazia. Entra in Croazia a Beli Manastir al confine con l'Ungheria, e corre verso Osijek per passare in Bosnia Erzegovina a Slavonski Šamac. Entra in Croazia di nuovo a Metcovich, nella parte più sud orientale della Dalmazia, dove termina nella baia di Porto Tolero. La linea incrocia la linea Dobova-Tovarnik a Strizivojna-Vrpolje. La linea attualmente è in corso di forte modernizzazione al fine di rivitalizzare il porto di Ploče.
La parte da Strizivojna-Vrpolje verso Slavonski Šamac è totalmente elettrificata, e recentemente una catenaria rimodernata è stata messa in funzione. Il traffico passeggeri previsto tra Vinkovci e Slavonski Šamac (adesso gestito con trazione elettrica) è ancora frammentario. Per la rimanente parte da Strizivojna-Vrpolje alla regione di Osijek (cuore della regione della Slavonia) si prevede l'elettrificazione, non appena terminata la revisione generale del tracciato della linea, dopo di che la velocità operativa potrà finalmente essere portata a 160 km/h. La linea rimarrà a binario unico.

### Linea Vinkovci-Osijek
La linea Vinkovci-Osijek era, prima della dissoluzione della Jugoslavia, una delle più linee di diramazione maggiormente utilizzate della Croazia, collegando i due centri della regione. La linea consentiva velocità superiori a 120 km/h. Dopo la guerra, solo 10 km circa dei 35 della linea sono rimasti preservati. La maggior parte dei binari furono rimossi dalle forze serbe, che li utilizzarono come barricate e per altri scopi bellici.
La ricostruzione di questa direttrice vitale è stata finalmente completata nel 2008. I test di guida con un veicolo di misurazione hanno avuto successo e sono state raggiunte velocità di 60–80 km/h. Il treno di prova ha fatto il suo viaggio inaugurale il 12 dicembre 2008. Il servizio regolare è ripreso il 14 dicembre 2008.

### La "Unska pruga"
Il percorso della "Unska pruga" tra Tenin e Novi Grad era un tempo parte integrante del sistema ferroviario delle Jugoslavenske Željeznice (Ferrovie Jugoslave); questo tracciato rimane largamente inutilizzato, poiché corre sul confine tra Croazia e Bosnia Erzegovina attraversandolo numerose volte.
Nonostante questa linea sia in maggior parte ben preservata ed elettrificata a 25 kV/50 Hz (rendendola compatibile con il sistema di elettrificazione croato), problemi amministrativi concernenti i molti attraversamenti di confine hanno determinato l'utilizzo di questo percorso solo per un limitato servizio di trasporto merci. L'attraversamento di confine designato lungo la linea tra i due paesi si trova nella città di Martin Brod.

## Problemi nella connessione della rete
Ci sono diversi problemi nella connessione della rete ferroviaria, a causa degli eventi che hanno segnato la storia locale: quando infatti gli stati che costituivano la Jugoslavia si divisero, importanti collegamenti ferroviari vennero spezzati.
L'Istria non ha un collegamento diretto attraverso la Croazia: tutto il traffico ferroviario opera attraverso la Slovenia, sebbene questo possa essere risolto con una galleria a nord di Fiume.
L'area circostante Ragusa rappresenta un altro caso particolare. Ragusa ed i suoi dintorni sono un'exclave, divisa dal piccolo distretto marittimo bosniaco di Neum. Non esiste alcun collegamento ferroviario tra Ragusa e il resto della Croazia (esisteva in precedenza una linea ferroviaria a scartamento ridotto operante da Mostar). Le ferrovie croate gestiscono una breve linea tra la città portuale di Porto Tolero e la città di frontiera di Metković, sulla quale passa giornalmente traffico merci e passeggeri. Storicamente, la regione si è sviluppata attraverso il commercio marittimo.

## Sistemi di trazione
La decisione originaria della ex Iugoslavia fu quella di utilizzare un'elettrificazione a 3 kV DC per la rete ferroviaria. Questa venne realizzata sulla linea Fiume-Zagabria, che a causa della montagnosa regione di Gorski kotar necessitava di treni più potenti di quelli tradizionali a trazione diesel.
A partire dalla modernizzazione della linea Zagabria-Belgrado fu utilizzato un sistema di elettrificazione a 25 kV/50 Hz. L'elettrificazione di altre linee in Croazia fu poi fatta esclusivamente a 25 kV/50 Hz. In seguito, la linea Zagabria-Fiume è stata rielettrificata a 25 kV/50 Hz, da novembre 2012 tutte le linee a 3 kV cc sono state convertite, quindi anche la Fiume-Sappiane.
Tutti i sistemi di trazione ferroviaria in Croazia sono esclusivamente del tipo a catenaria sospesa.

## Treni a cassa oscillante

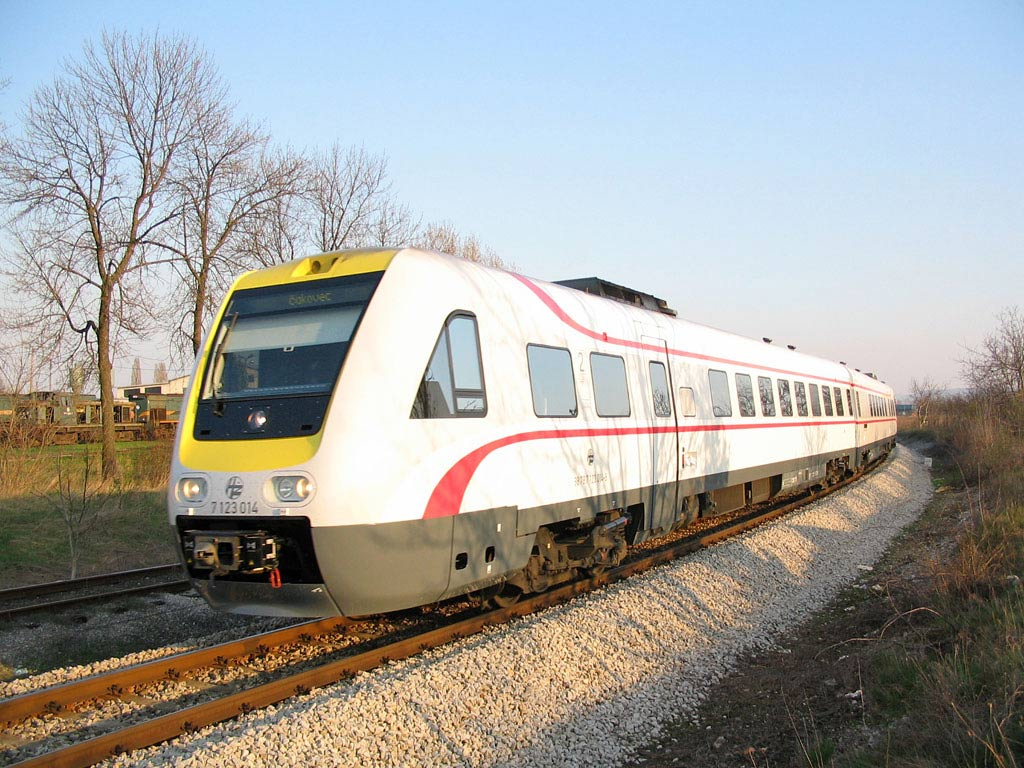
ICN delle HZ

Nel 2004, 8 moderni treni a cassa oscillante Bombardier RegioSwinger denominati "ICN" (abbreviazione per InterCity Nagibni, InterCity Oscillante) della divisione tedesca della Bombardier Transportation sono stati consegnati alle Ferrovie Croate. Questi treni vengono normalmente impiegati sul percorso montagnoso tra le due maggiori città croate, la direttrice Zagabria-Spalato, ma talvolta si trovano anche sulle linee InterCity della parte continentale del paese. Nel caso della linea Zagabria-Spalato, ciò offre ai passeggeri un viaggio molto più confortevole e rapido rispetto ai precedenti treni la cui percorrenza richiedeva 8 ore, mentre i pendolini impiegano meno di 5 ore e mezzo e sono più silenziosi e allo stesso tempo meglio equipaggiati.
In futuro i treni ICN dovrebbero collegare tutte le maggiori città della Croazia: Pola, Fiume, Osijek, Varaždin, Spalato, Zara, Sebenico e Sisak. Se realizzato, il collegamento con Pola sarebbe il più difficile da gestire, poiché dopo la dissoluzione della Iugoslavia l'Istria è separata dal resto della rete ferroviaria croata. Tutto il traffico diretto in Istria deve attualmente passare attraverso la Slovenia. Una galleria che colleghi la rete ferroviaria istriana al resto della Croazia potrebbe essere costruita. Questo progetto di tunnel è stato rimandato per decenni, sebbene i lavori iniziali siano stati portati avanti.

## Record croato di velocità

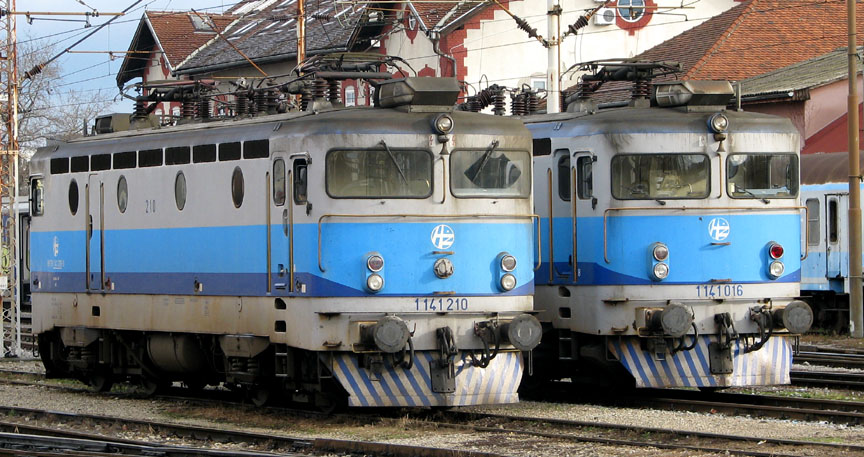
Locomotiva HŽ 1141

Il record ferroviario di velocità in Croazia è di 185 km/h; fu stabilito sulla linea tra Novska e Nova Gradiška. La corsa fu effettuata per dimostrare le possibilità offerte dalla classe di locomotiva JŽ 1 442 (ora classe di treni HŽ 1 142). Pur essendo vecchio di 25 anni il 1 142 rimane la locomotiva più veloce in servizio sulle ferrovie croate.
Il binario utilizzato era stato costruito per sopportare velocità di 200 km/h, limite tecnico della classe 1 142. Tuttavia, per ragioni di sicurezza, la velocità massima del HŽ 1 142 in servizio regolare è fissata a 160 km/h.

## Sviluppi futuri e progetti
- La costruzione di una nuova linea tra Bjelovar e Zagabria (linea ferroviaria Gradec-Sveti Ivan Žabno).
- Il totale rinnovamento e riorganizzazione del traffico ferroviario suburbano attorno a Zagabria. Alcune linee locali precedentemente chiuse saranno riattivate, ed un collegamento con l'aeroporto di Zagabria è stato approvato e annunciato dalle autorità cittadine. Parte di questo piano prevede l'acquisto di nuovi treni elettrici suburbani, probabilmente prodotti da un'azienda croata in cooperazione con un partner straniero (presumibilmente Siemens).
- Il 2009 o 2010 vedrà l'apertura di una linea di nuova costruzione da Samobor attraverso un percorso differente rispetto a quello del precedente tracciato. La linea utilizzerà nuovo materiale rotabile e contribuirà ad alleviare le difficoltà incontrate da coloro che desiderino viaggiare tra le due città.[Linguaggio non enciclopedico]
- Il trasporto ferroviario suburbano attorno a Spalato deve essere avviato (già iniziato su piccola scala).
- Il corridoio 5c verrà migliorato per consentire una velocità operativa di 160 km/h. Questo è già stato completato tra Osijek e Slavonski Šamac.
- Il corridoio 5c verrà completamente elettrificato (data ancora sconosciuta).
- Motori a doppia trazione verranno acquistati[non chiaro]. Alcuni test con treni di diversa provenienza, soprattutto Siemens Eurosprinter a motore elettrico, sono già stati effettuati.
- La linea Fiume-Zagabria ha ora un sistema di trazione unico.
- È iniziata la riqualificazione della linea Osijek-Vinkovci; la linea consentirà una velocità massima di 120 km/h (100 km/h nella pratica). Poiché questa linea si trovava in uno stato di grave danneggiamento la ricostruzione verrà realizzata in due fasi. La fase 1 comprende solo il necessario sistema di segnalazione (gli attraversamenti ferroviari sono segnalati solo attraverso dei semafori). A causa di ciò e delle attuali leggi croate al riguardo, il transito dovrà iniziare molto lentamente, e probabilmente i treni dovranno fermarsi ad ogni attraversamento e poi ripartire. A causa dei costi eccessivi nella fase 1, nella fase 2 verranno impiegati blocchi automatici di protezione su tutti i dispositivi per gli attraversamenti, i quali infine consentiranno la piena velocità nominale.

## Linea ad alta velocità
Una linea totalmente elettrificata connette Fiume con Zagabria e oltre verso Koprivnica e il confine ungherese, come parte del corridoio europeo 5b. Un atto sui trasporti, approvato dal parlamento croato, ha visto l'inizio della costruzione della prima linea ad alta velocità della Croazia, che seguirà il già menzionato corridoio 5b, consentendo velocità teoriche di 200 km/h, con una velocità media di viaggio di 160 km/h. Le ultime indicazioni economiche (un nuovo sistema di segnalazione ferroviaria oltre i 160 km/h sarebbe troppo costoso) mostrano che i 160 km/h saranno probabilmente utilizzati nella pratica (almeno all'inizio). Il piano consiste nel miglioramento del tracciato esistente tra il confine ungherese e Karlovac in una linea a doppio binario e nella costruzione di un tracciato completamente nuovo tra Karlovac e Fiume. La lunghezza completa della linea sarà di 269 km, di 61 km più breve rispetto alla linea attuale. La costruzione della nuova linea è iniziata nell'autunno 2008 ma i lavori procedono molto lentamente, impossibile precisare date conclusive. Le velocità di questa linea consentirà un viaggio da Fiume a Zagabria in un'ora, al posto delle quattro ore attuali.
Inizialmente, la massima velocità operativa prevista sulla linea doveva essere di 250 km/h, ma in tempi successivi è stata abbassata a 200 km/h al fine di risparmiare molti miliardi di kune. La segnalazione sarà completamente nuova e la linea sarà interamente libera da passaggi a livello. Essa verrà costruita in primo luogo per servire la grande quantità di beni che entrano in Europa dal porto di Fiume per essere poi distribuite in tutta l'Europa centrale e orientale.
Alla fine più verosimilmente verranno utilizzati i 160 km/h, almeno all'inizio. I sistemi di segnalazione per velocità più elevate sarebbero infatti troppo costosi e supererebbero il budget disponibile. Se questa stessa linea mostrasse d'essere promettente, i miglioramenti per adeguare la segnalazione a velocità maggiori verranno realizzati. Per adesso, le ferrovie croate non possiedono alcun veicolo che possa circolare oltre la velocità di 160 km/h. Solo una classe di locomotive poteva originariamente secondo il progetto arrivare a 180 km/h (dai test di guida effettuati a questa velocità), ma è stata limitata a 160 km/h per ragioni di sicurezza e regolamentazioni. Al fine di avere realmente velocità superiori a 160 km/h in futuro, il noleggio di materiale o nuovi acquisti sono necessari. Per il trasporto merci, tali velocità non sono necessarie. Solo il trasporto passeggeri potrebbe beneficiarne a lungo termine.

## Progetti non ufficiali a lungo termine
- Secondo le ultime indiscrezioni[Il gossip non dovrebbe trovare posto su un'enciclopedia!], un maggior utilizzo dei treni di punta ICN (la più recente acquisizione di materiale delle HŽ), anche sulla linea Zagabria-Našice (tra Nova Kapela-Batrina e Pleternica), in aggiunta ai treni che attualmente corrono sulla Zagabria-Osijek per Strizivojna-Vrpolje e verso Varaždin. L'impiego sulle linee ICN esistenti ha dimostrato di essere un pieno successo. Le linee ICN Zagabria-Osijek, Zagabria-Varaždin e Zagabria-Spalato sono quasi sempre al 100% della propria capacità di trasporto.
- La rielettrificazione e il ripristino della catenaria distrutta e della segnalazione sulla Novska-Sisak e la reintegrazione della sua totale lunghezza prebellica, nonché la conversione del precedente percorso alternativo Zagabria-Novska e un aumento della velocità.
- Una nuova connessione di pochi chilometri (linea di diramazione) tra i due tracciati ferroviari nei dintorni di Bjelovar è pianificata a lungo termine e, quando sarà costruita, ridurrà i tempi di viaggio tra Bjelovar e Zagabria (adesso attraverso Virovitica). Questa sarà la prima linea ferroviaria della Croazia interamente originale dopo molti anni.
- Piani per portare la tratta Dobova-Tovarnik (Corridoio X) al doppio binario per tutta la sua lunghezza (se il traffico merci tornasse all'incirca al livello prebellico) e a velocità maggiori (attorno a 160 km/h) - di questo si parla da tempo. La maggior parte del tracciato danneggiato tra Novska e Tovarnik è stato completamente rinnovato dopo la guerra di indipendenza croata. Questo percorso è il candidato più probabile per una linea attorno ai 200 km/h nella situazione attuale, poiché è il percorso più moderno, ed un doppio binario in condizioni eccellenti esiste già tra Zagabria e Dugo Selo e tra Novska e Vinkovci. La parte a doppio binario esistente tra Vinkovci e Tovarnik è ancora in ricostruzione, sebbene sia attualmente percorribile solo un binario a velocità ridotta. Questo tracciato è protetto da dispositivi di sicurezza (croci di Sant'Andrea e dislivelli) per l'intera lunghezza. Nei dintorni di Zagabria e di Vinkovci esistono persino passaggi a livello con le strade completamente separati. Anche il resto ha per la maggior parte passaggi a livello separati. Solo il sistema di segnalazione e la catenaria sospesa avrebbero bisogno di qualche adattamento.
- Per la linea Osijek-Vinkovci è prevista l'elettrificazione dopo la riapertura, se motivata. Prima della chiusura legata alla guerra e ai gravi danneggiamenti del 1991, era una delle poche linee di diramazione vantaggiose. In circostanze ora differenti (questa adesso è una connessione diretta e più breve tra il corridoio europeo Vc ed il corridoio X), sarebbe economicamente giustificato elettrificarla, essendo il collegamento più breve tra i due corridoi che attraversano l'Europa orientale.
- La Sisak-Kutina-Lipovljani, una nuova breve ferrovia ad alta capacità concepita per una velocità di 250 km/h. Sarà un collegamento tra le linee di diramazione del corridoio X tra Sisak e Kutina.

## Alcuni dati tecnici
- Massima velocità attualmente consentita su parti della rete: 160 km/h
- Sistema di protezione della marcia utilizzato (dove applicabile): INDUSI (una derivazione ridotta del sistema tedesco)
- Sistema di segnalazione: solo a vista, blocco automatico di protezione (sulle linee principali e dove applicabile)